# Арцыбушевская улица
Арцыбу́шевская у́лица — улица в Самаре, расположенная в Железнодорожном и Ленинском районах.
Проходит от переулка Тургенева до улицы Полевой.
Пересекается с переулком Гончарова, улицами Льва Толстого, Красноармейской, Рабочей, Вилоновской, Ульяновской, Ярмарочной, Маяковского, Чкалова.

## Происхождение названия
Ранее улица располагалась в окраинном районе Самары и называлась Ильинской, так как проходила через Ильинскую площадь с одноимённой церковью (на пересечении нынешних Красноармейской и Арцыбушевской). Была переименована 8 июля 1926 года в честь участника революционного движения в России Василия Петровича Арцыбашева (Арцибушева) (годы жизни 1857 или 1854—1917).

## Транспорт
- Трамваи — 1 (в депо), 3 , 4, 15, 16, 18, 20, 20к, 22 , 23;
- Автобусы — 11, 34, 90.

## Здания и сооружения
Архитектура улицы разнообразна: многоэтажные дома соседствуют с одноэтажными, кирпичные с деревянными.
Отделение связи — 20, 41, 30, 1

### Чётная сторона
- № 30 — ЗАГС Самарского района[2]
- № 42 — Железнодорожный филиал социального страхования
- № 42 — Октябрьский филиал социального страхования
- № 42 — Ленинский филиал социального страхования
- № 42 — Самарский филиал социального страхования
- № 102 — Городской психоневрологический диспансер/1-е отделение[3]

### Нечётная сторона
- № 13 — Самарская дезстанция
- № 171 — Бывшее здание самарской тюрьмы («Самарские кресты»), 1898 г., по проекту арх. А.Томишко. Сейчас — Учебный корпус № 1 Самарского медицинского университета[4][5]
- № 171А — Управление федерального казначейства по г.о. Самара

## Почтовые индексы
- 443020: чётные дома № 2—12 и нечётные дома № 1-3
- 443001: чётные дома № 76—212 и нечётные дома № 107—171
- 443041: чётные дома № 18—74 и нечётные дома № 5-105[6]